# Philippe Rolland
Philippe Rolland (Gisors, 25 febbraio 1940 – Parigi, 2 febbraio 2017) è stato un prete cattolico francese della Diocesi di Meaux.
Era professore di esegesi biblica dal 1971 e ha pubblicato numerosi libri sul Nuovo Testamento.
Ha insegnato esegesi a Parigi, Brazzaville, Gerusalemme e Issy-les-Moulineaux.

## Studi sul Nuovo Testamento
Ha pubblicato numerosi articoli e libri sulle origini dei Vangeli e la struttura letteraria del Nuovo Testamento, che hanno dato origine all'ipotesi Rolland.
Il suo lavoro lo ha portato a contestare la interpretazione della maggioranza degli studiosi contemporanei, in particolare l'affermazione secondo la quale gli scritti del Nuovo Testamento sono nati dopo la morte degli apostoli ad opera di autori ignoti. Ha denunciato ciò che egli chiama la moda dello pseudo, e intende dimostrare l'autenticità degli scritti dei testimoni di Gesù. Ritiene che il valore storico dei Vangeli sia molto grande e che le radici ebraiche del materiale evangelico sono evidenti.
La cronologia che suggerisce (2001) per i libri del Nuovo Testamento è la seguente:
- Prima dell'anno 40: Vangelo di Gerusalemme e sua traduzione in greco
- Prima del 43: Vangelo di Cesarea (fonte Q)
- 50/51: Prima e Seconda Lettera ai Tessalonicesi
- Primavera del 56: Prima Lettera ai Corinzi
- Estate 56: Lettera di Giacomo
- Autunno 56: Lettera ai Filippesi
- Prima del 57: Vangelo petrino di Antiochia; Vangelo paolino di Efeso
- Inverno 56/57: Lettera delle lacrime (2 Cor 10-13[3]); Lettera ai Galati
- Primavera 57: Lettera della riconciliazione (2 Cor 1-9[4])
- Inverno 57/58: Lettera ai Romani
- Primavera 58: Lettera a Tito; Prima Lettera a Timoteo
- Autunno 58: Seconda Lettera a Timoteo
- 59: Prima Lettera di Pietro
- 59 o 60: Lettera a Filemone; Lettera ai Colossesi; Lettera agli Efesini
- 63 o 64: Lettera agli Ebrei
- 63 o 64: Seconda Lettera di Pietro; Vangelo greco di Matteo
- Vangelo secondo Luca e Atti degli Apostoli
- 66 o 67: Vangelo secondo Marco
- 68 o 69 Lettera di Giuda
- Dopo il 95: Apocalisse di Giovanni
- Verso il 98: le tre Lettere di Giovanni
- Verso il 100: Vangelo secondo Giovanni

## Opere
- Les Premiers Évangiles, un nouveau regard sur le problème synoptique, Parigi, Éditions du Cerf, 1984
- À l'écoute de l'Épître aux Romains, Parigi, Éditions du Cerf, 1991
- Les ambassadeurs du Christ, ministère pastoral et Nouveau Testament, Parigi, Éditions du Cerf, 1991
- «Sois le berger de mes brebis», la mission du prêtre dans le monde, Parigi, Éditions Saint-Paul, 1993
- L'origine et la date des Évangiles, les témoins oculaires de Jésus, Parigi, Éditions Saint-Paul, 1994
- Présentation du Nouveau Testament selon l'ordre chronologique et la structure littéraire des écrits apostoliques proposés par Philippe Rolland : texte de la version synodale révisée par les éd., Parigi, Éditions Saint-Paul, 1995
- La succession apostolique dans le Nouveau Testament, Parigi, Éditions Saint-Paul, 1997
- Jésus et les historiens, Parigi, Éditions Saint-Paul, 1998
- La mode «pseudo» en exégèse. Le triomphe du modernisme depuis vingt ans, Versailles, Éditions de Parigi, 2002
- Benoît XVI et la date de Pâques, selon la prophétie de saint Malachie, Versailles, Éditions de Parigi, 2005
- Et le Verbe s'est fait chair, introduction au Nouveau Testament, Parigi, Presses de la Renaissance, 2005